# Jan Wall
Jan Wall OFM, Joachim od św. Anny (ur. 1620 w Preston, hrabstwo Lancashire, zm. 22 sierpnia 1679 w Worcester) – święty Kościoła katolickiego, angielski męczennik, ofiara prześladowań antykatolickich okresu reformacji.
Studia w Kolegium Angielskim we francuskim Douai zakończył przyjęciem święceń kapłańskich w 1645 roku. Po krótkim pobycie w Anglii, gdzie pracował jako kapłan diecezjalny powrócił na kontynent gdzie wstąpił do Zakonu Braci Mniejszych. W zakonie przyjął imię Joachim od św. Anny. Po odbyciu nowicjatu, w którym pełnił obowiązki mistrza nowicjatu  powrócił do ojczyzny. Przez kolejne dwadzieścia dwa lata prowadził działalność duszpasterską w hrabstwie Worcestershire. Swoją posługę sprawował w ukryciu, pod przybranym nazwiskiem, jako Franciszek Webb. Po aresztowaniu, w grudniu 1678 roku więziono go do procesu. Odmówił opuszczenia zakonu co miało być ceną za uwolnienie. Skazany za to, iż był kapłanem katolickim 25 kwietnia 1679 na karę śmierci. Powieszony został 22 sierpnia 1679 roku.
Patronat
Jan Wall jest patronem szkoły Saint John Wall Catholic School A Specialist Humanities College w Birmingham.
Dzień obchodów
W Kościele katolickim Jan Wall wspominany jest 12 lipca z Janem Jonesem i dzienną rocznicę śmierci.
Beatyfikacja i kanonizacja
Beatyfikowany 25 grudnia 1929 roku przez papieża Piusa XI, a kanonizowany został w grupie Czterdziestu męczenników Anglii i Walii przez Pawła VI 25 października 1970 roku.